# Lyktpärlfoting
Lyktpärlfoting (Nopoiulus kochii) är en mångfotingart som först beskrevs av Paul Gervais 1847.  Lyktpärlfoting ingår i släktet Nopoiulus och familjen pärlbandsfotingar. Arten är reproducerande i Sverige. Inga underarter finns listade i Catalogue of Life.